# Бате-Нафаджи
Бате-Нафаджи (на френски: Bate-Nafadji) е град и община в източна Гвинея, регион Канкан, префектура Канкан. Населението на общината през 2014 година е 47 611 души.